# Sätra brunn
Sätra brunn è un'area urbana della Svezia situata nel comune di Sala, contea di Västmanland.
La popolazione rilevata nel censimento 2010 era di 335 abitanti.